# Infantilism
Infantilismul este o tulburare de dezvoltare care duce la păstrarea caracterelor somatice și psihice ale copilăriei, cu imaturitate sexuală și adeseori cu hipotrofie staturoponderală. Este legat de obicei de tulburări endocrine: infantilism hipofizar, infantilism tiroidian, infantilism în diabet.
La persoanele care suferă de infantilism, structura afectivă, gestică și mentală, mai mult pronunțată pentru vârsta copilăriei, este menținută sau reapărută la vârsta adultă. Este legata de o întârziere a dezvoltării fizice și psihice sau în contextul senilității de o regresiune.
Pubertatea întârziată sau absentă mai sunt denumite și infantilism sexual.

## Infantilism fiziologic
În medicină, termenul "infantilism" denotă decalajul în dezvoltarea fizică, care se manifestă la unele persoane ca urmare a răcirii, otrăvirii sau infectării fătului în timpul sarcinii, boli grave în primele luni de viață, tulburări metabolice, tulburări ale activității anumitor glande secreția internă (gonade, glandă tiroidă, glandă hipofizară) și alți factori. Astfel de oameni încetinesc dezvoltarea și dezvoltarea tuturor sistemelor fiziologice ale corpului.

## Infantilismul legal
Infantilismul legal - un nivel scăzut al conștiinței juridice, un sentiment de responsabilitate în ceea ce privește comportamentul în cadrul legii, cunoștințe și atitudini juridice insuficiente, insuficient de dorință de a obține un rezultat.

## Infantilismul social
Condiția manifestată în decalajul dintre dezvoltarea biologică și socio-culturală a omului. Încălcarea mecanismului de socializare și respingerea îndatoririlor și obligațiilor publice.